# Eschweiler
Eschweiler je středně velké město v nejzápadnější části Německa, ve spolkové zemi Severní Porýní-Vestfálsko, 50 km západně od Kolína nad Rýnem, 15 km východně od Cách a 585 km západně od Prahy. Město má 57 000 obyvatel (2006).
Je sídlem několika úřadů jako je federální policie nebo obvodní soud. Je zde jedna z největších nemocnic v regionu a jsou tu i regionálně významné kulturní instituce. Svou polohou a dálničním napojením tvoří město důležitý dopravní uzel.
Město bylo od keltských dob až do 20. století formováno hornictvím (kamenné uhlí, zinek) a povrchovou těžbou (hnědé uhlí).
Je známé svými hrady a zámky, umělým jezerem Blausteinsee, golfovým hřištěm Kambach a také karnevalem.
Město Eschweiler bylo v roce 2018 oceněno německou cenou za udržitelnost pro města a komunity v kategorii středně velkých měst.

## Umístění a popis
Eschweiler se nachází na severní straně vrchoviny Eifel v západním Porýní, a tedy v bezprostřední blízkosti hraničního trojúhelníku Německo-Nizozemsko-Belgie. Městská oblast je téměř kruhová a tvoří ji tři zóny:
- údolí řeky Inde s loukami prochází přímo středem města (je částečně narovnané, částečně renaturované),
- severní polovina, oddělená dálnicí A4, se vyznačuje širokými poli, jezerem Blausteinsee a golfovým hřištěm pod hradem Kambach,
- jižní část je charakterizována kopci a většími lesy.

Největším vodním tokem v Eschweileru je řeka Inde, která se pak u města Jülich vlévá do Ruru. Přes Inde vede dálniční most, čtyři železniční mosty a řada silničních mostů a mostů pro pěší. Největší vodní plochou je umělé jezero Blausteinsee, další vodní plochou je Koppweiher v městském lese.

## Památky
Eschweiler je město hradů a zámků:
- hrad Eschweiler je bývalý vodní hrad ze 13. století, pozoruhodný svými třemi věžemi,
- dalšími hrady s vodními příkopy jsou Röthgen, Kinzweiler a Kambach,
- zámek Nothberg si zaslouží pozornost svým arkýřem a verandou,
- k památkám patří i zámek Weisweiler a masivní vnější předhradí hradu Palant.

Významnými sakrálními stavbami jsou kaple svatého Longina a dva poutní kostely: sv. Cecílie v Nothbergu a sv. Blažeje v Kinzweileru. Pozornost si zaslouží také hlavní farní kostel sv. Petra a Pavla (s částečně románskou věží) a bývalý cisterciácký klášter v St. Jöris.
V oblasti města se nacházejí také četné mlýny, např. Gressenicher Mühle u Scherpenseel a další.

## Osobnosti
K místním rodákům patří:
- Franz Reuleaux (1829–1905), německý inženýr označovaný někdy jako „otec kinematiky“,
- ekonomové Götz Briefs (1889–1974) a Wilhelm Lexis (1837–1914),
- Theo Altmeyer (1931–2007), tenorista,
- Wilhelm Rinkens (1879–1933), hudební skladatel,
- Heinrich Boere (1921–2013), válečný zločinec, v roce 2010 odsouzený na doživotí.

## Doprava
- Železniční stanice: Eschweiler Hbf (hlavní nádraží), Eschweiler-Aue (2009), Eschweiler-West, Eschweiler-Talbahnhof, Eschweiler-Nothberg a Eschweiler-Weisweiler.
- Výjezdy:  Eschweiler-West, Eschweiler-Ost a Weisweiler (dálnice A4 (E 40)).
- Autobusové nádraží.

## Galerie

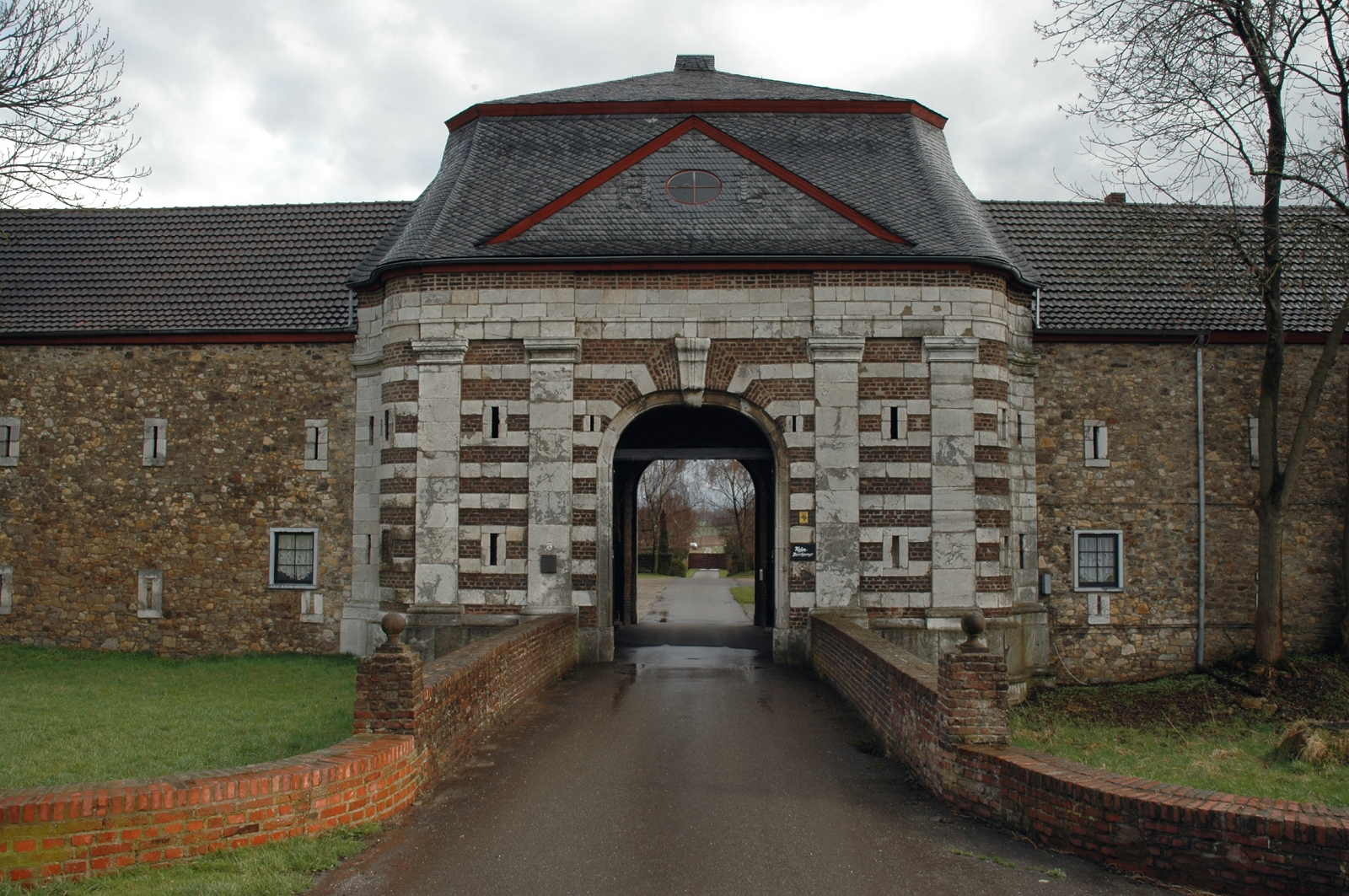
Hrad Palant
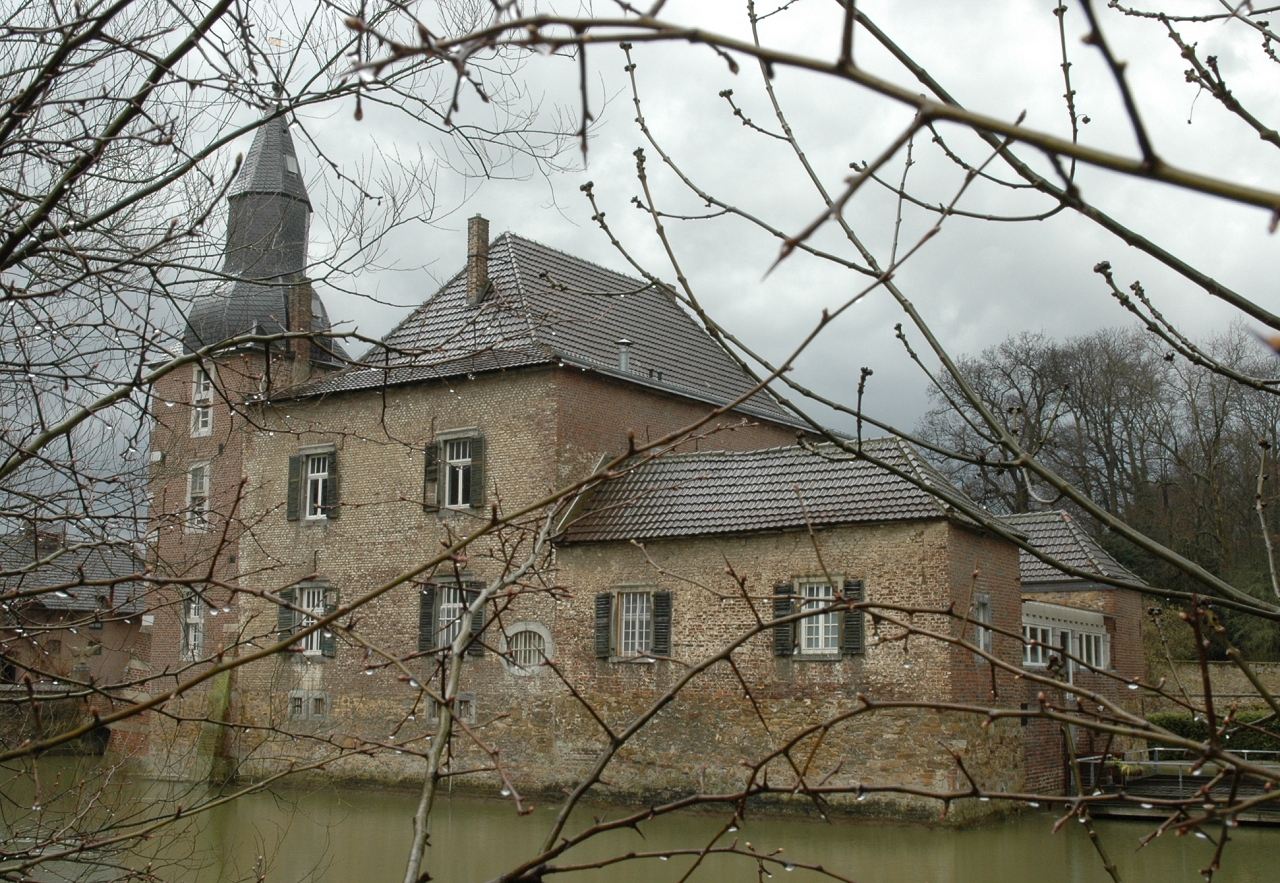
Hrad Kambach